# Saint-André-sur-Vieux-Jonc
Saint-André-sur-Vieux-Jonc – miejscowość i gmina we Francji, w regionie Owernia-Rodan-Alpy, w departamencie Ain.

## Demografia
Według danych na styczeń 2012 roku gminę zamieszkiwały 1144 osoby, a gęstość zaludnienia wynosiła 47,2 osób/km².